# Guerre stellari - Il gioco di ruolo
Guerre stellari - Il gioco di ruolo (Star Wars: The Roleplaying Game) è un gioco di ruolo ambientato nell'universo espanso di Guerre stellari, scritto da Greg Costikyan e pubblicato dalla West End Games (WEG) nel 1987. Il regolamento venne leggermente modificato e pubblicato nel 2004 come D6 Space, un'ambientazione space opera generica, piuttosto che quella di Guerre stellari. L'edizione italiana, basata sulla seconda edizione del gioco, venne pubblicata dalla Stratelibri nel 1993.
Da non confondere con l'omonimo (in inglese) gioco di ruolo pubblicato dalla Wizards of the Coast nel 2000 e pubblicato in italiano come Star Wars - Il gioco di ruolo dalla 25 Edition.

## Storia editoriale
Nel 1986 la West End Games riuscì ad acquisire la licenza per la produzione del gioco di ruolo dalla Lucasfilm grazie al supporto economico della Bucci Import e di altre ditte dell'azienda di famiglia di Scott Palter (proprietario della WEG). Il regolamento venne inizialmente sviluppato principalmente da Greg Costikyan con l'aiuto di Doug Kaufman. In seguito all'abbandono della WEG da parte di Costikyan nel gennaio 1987 venne rivisto nello sviluppo finale da Bill Slavicsek.
Grazie ad un regolamento solido e alla notorietà della licenza, il regolamento divenne subito un ottimo successo, superando in vendite Traveller, fino ad allora il più diffuso gioco di ruolo di fantascienza. Gli autori dei manuali fecero un buon lavoro nel catturare e descrivere l'ambientazione e i manuali del gioco divennero popolari non solo tra i giocatori di ruolo, ma anche tra gli appassionati del film e posero le basi di quello che sarebbe diventato l'universo espanso. La Lucasfilm li considerò sufficientemente autoritari che quando Timothy Zahn venne assunto per scrivere quella che sarebbe diventata la Trilogia di Thrawn, gli venne inviata una scatola di manuali del gioco per poterne utilizzare il materiale descrittivo.
Complessivamente nel corso di 10 anni la West End Games pubblicò 140 manuali e avventure e tre edizioni del gioco. Inoltre tra il 1994 e il 1998 pubblicò quindici numeri della rivista Star Wars Adventure Journal, che conteneva avventure e articoli per il gioco, oltre a storie brevi come ispirazione per i master e notizie relative a Guerre stellari.
La WEG perse la licenza per la pubblicazione di Guerre stellari dopo aver dichiarato bancarotta nel 1998 e questa venne successivamente acquisita dalla Wizards of the Coast, che la mantenne fino al 2010. Il 2 agosto 2011, la Fantasy Flight Games annunciò che avevano stretto una "licenza globale con la Lucasfilm Ltd. per i diritti mondiali alla pubblicazione di carte, giochi di ruolo e di miniature ambientati nel popolare universo di Guerre stellari".

## Sistema di gioco
Il sistema di gioco, sviluppato da Costikyan, è un'evoluzione di quello di Ghostbusters, a cui tra le altre cose vennero aggiunti un sistema di template per permettere ai personaggi di creare rapidamente personaggi tipici dell'ambientazione e ampliando sostanzialmente i "brownie point" di Ghostbusters (punti che potevano essere spesi dai giocatori per modificare sostanzialmente i risultati in gioco), che divennero "force point".

## Riconoscimenti
The Star Wars Roleplaying Game vinse l'Origins Award per Best Roleplaying Rules of 1987. e il Gamers' Choice Award 1987 per "Best Science Fiction Role-Playing Game".

## Pubblicazioni
Tutti pubblicati dalla West End Games:

### Prima edizione
- Bill Slavicsek, Curtis Smith (1987). Star Wars Sourcebook. ISBN 0-87431-066-0. Origins Award 1987 per "Best Role-Playing Supplement"[9]
- Greg Farshtey, Peter Schweighofer, Bill Smith, George R. Strayton, Paul Sudlow, Eric S. Trautmann(1987). Star Wars: The Roleplaying Game First Edition. ISBN 0-87431-065-2
- Douglas Kaufman (1988). Battle for the Golden Sun. ISBN 0-87431-103-9
- Paul Murphy (1988). Star Wars Campaign Pack. ISBN 0-87431-068-7. schermo del master, una traccia per una campagna piani per un'astronave
- Steve Gilbert, Ken Rolston (1988). Strike Force: Shantipole. ISBN 0-87431-091-1. Avventura
- Daniel Greenberg, Bill Slavicsek (1988). Tatooine Manhunt. ISBN 0-87431-069-5. Avventura
- Christopher Kubasik (1989). Crisis on Cloud City. ISBN 0-87431-136-5. Avventura, seguito di Starfall
- Grant Boucher (1989). Galaxy Guide 1: A New Hope. ISBN 0-87431-125-X
- Jonatha Ariadne Caspian, Christopher Kubasik, Bill Slavicsek, Paul Sudlow, C.J. Tramontana (1989). Galaxy Guide 2: Yavin and Bespin. ISBN 0-87431-126-8
- Michael Stern (1989). Galaxy Guide 3: The Empire Strikes Back. ISBN 0-87431-127-6
- Troy Denning, Andria Hayday, Ed Stark, Stephen D. Sullivan, Chuck Truett (1989). Galaxy Guide 4: Alien Races. ISBN 0-87431-137-3
- Bill Slavicsek (1989). Otherspace. ISBN 0-87431-124-1. Avventura
- Douglas Kaufman (1989). Otherspace II: Invasion. ISBN 0-87431-106-3. Avventura, seguito di Otherspace
- Ray Winninger (1989). Riders of the Maelstrom. ISBN 0-87431-124-1. Aventura
- Brad Freeman (1989). Scavenger Hunt. ISBN 0-87431-129-2. Avventura
- Greg Gorden (1989). Star Wars Imperial Sourcebook. ISBN 0-87431-175-6 (versione a copertina rigida ISBN 0-87431-135-7)
- Greg Gordon (1989). Star Wars Rules Companion. ISBN 0-87431-147-0
- Rob Jenkins, Michael Stern (1989). Starfall. ISBN 0-87431-105-5. Avventura
- Paul Murphy, Bill Slavicsek (1990). Black Ice. ISBN 0-87431-107-1. Avventura
- Michael Nystul (1990). Death in the Undercity. ISBN 0-87431-115-2
- Michael Stern (1990). Galaxy Guide 5: Return of the Jedi. ISBN 0-87431-140-3
- Paul Murphy, Mark Rein·Hagen, Peter Schweighofer, Bill Smith, Eric S. Trautmann, Stewart Wieck (1990). Galaxy Guide 6: Tramp Freighters. ISBN 0-87431-146-2
- Robert Kern (1990). The Game Chambers of Questal. ISBN 0-87431-110-1
- Christopher Kubasik (1990). The Isis Coordinates. ISBN 0-87431-114-4. Avventura
- Paul Murphy, Peter Schweighofer (1990). Star Wars Rebel Alliance Sourcebook. ISBN 0-87431-178-0 (versione a copertina rigida ISBN 0-87431-109-8)
- Christopher Kubasik (1991). Cracken's Rebel Field Guide. ISBN 0-87431-118-7. Guida alla tecnologia per l'Alleanza Ribelle
- Jim Bambra (1991). Domain of Evil. ISBN 0-87431-148-9. Avventura.
- Bill Slavicsek (1991). Graveyard of Alderaan. ISBN 0-87431-116-0. Avventura
- Grant Boucher, Julie Boucher, Bill Smith. (1991). Planets of the Galaxy, Volume 1. ISBN 0-87431-144-6. Modulo geografico che descrive nuovi pianeti
- Greg Farshtey, Bill Smith, Ed Stark (1991). Star Wars Gamemaster Kit. ISBN 0-87431-119-5. schermo del master, con abbinata una serie di nove miniavventure collegate fra di loro
- Chuck Truett (1992). The Abduction of Crystal Dawn Singer. ISBN 0-87431-177-2. Avventura
- Bill Slavicsek (1992). Heir to the Empire Sourcebook. ISBN 0-87431-186-1. Sourcebook basato su L'erede dell'Impero, il primo romanzo della Trilogia di Thrawn. Pubblicato anche in versione a copertina rigida ISBN 0-87431-179-9 nel 1992
- Bill Slavicsek (1992). Dark Force Rising Sourcebook. ISBN 0-87431-182-9. Sourcebook basato su Sfida alla Nuova Repubblica, il secondo romanzo della Trilogia di Thrawn. Pubblicato in formato a copertina rigida nel 1993, ISBN 0-87431-193-4
- Joanne E. Wyrick (1992). Mission to Lianna. ISBN 0-87431-118-7. Avventura
- Nigel Findley (1992). Planet of the Mists. ISBN 0-87431-147-0. Avventura

### Seconda edizione
- Greg Farshtey, Peter Schweighofer, Bill Smith, George R. Strayton, Paul Sudlow, Eric S. Trautmann (1992). Star Wars: The Roleplaying Game Second Edition(Rate). ISBN 0-87431-181-0. Manuale base della seconda edizione
- Bill Olmesdahl, Bill Smith (1992). Star Wars Gamemaster Screen, 2nd Ed.. ISBN 0-87431-183-7. Schermo del master, insieme ad alcune avventure brevi e consigli per il master
- John Terra (1992). Planets of the Galaxy, Volume 2. ISBN 0-87431-180-2. Modulo geografico
- Bill Smith (1992). The Politics of Contraband. ISBN 0-87431-184-5. Avventura
- Michael Allen Horne, Carol Hutchings, Bill Smith (1993). Dark Empire Sourcebook. ISBN 0-87431-194-2. Sourcebook basato sull'omonima serie a fumetti della Dark Horse
- Bill Slavicsek (1993). Death Star Technical Companion. ISBN 0-87431-120-9. Manuale con dati sulla Morte Nera
- Bill Smith, Rick D. Stuart (1993). Galaxy Guide 10: Bounty Hunters. Manuale dedicato ai cacciatori di taglie
- Bill Smith, Martin Wixted (1993). Galaxy Guide 7: Mos Eisley. ISBN 0-87431-187-X. Manuale dedicato all'omonima taverna
- Bill Olmesdahl, Bill Smith, Ed Stark (1993). Galaxy Guide 8: Scouts. ISBN 0-87431-188-8
- Simon Smith, Eric S. Trautmann (1993). Galaxy Guide 9: Fragments from the Rim. ISBN 0-87431-192-6
- Michael Allen Horne (1993). Ian Solo and the Corporate Sector Sourcebook. ISBN 0-87431-199-3
- Grant Boucher, Michael Stern (1993). The Movie Trilogy Sourcebook. ISBN 0-87431-198-5. Raccolta che riassume le informazioni contenute in Galaxy Guide 1: A New Hope, Galaxy Guide 3: The Empire Strikes Back e Galaxy Guide 5: Return of the Jedi
- John Terra (1993). Planets of the Galaxy, Volume 3. ISBN 0-87431-196-9
- Peter Schweighofer (1993). Shadows of the Empire Sourcebook. ISBN 0-87431-281-7
- Steven H. Lorenz, Bill Smith, John Terra, Eric S. Trautmann, Chuck Truett (1993). Star Wars Gamemaster's Handbook. ISBN 0-87431-185-3
- Ivan Gorczynski, Steven H. Lorenz, Brian Murphy, Bill Olmesdahl, Stewart V. Werley (1993). Supernova. ISBN 0-87431-195-0. Serie di cinque miniavventure nei pressi di un sole prossimo ad andare in nova
- Greg Farshtey (1993). Twin Stars of Kira. ISBN 0-87431-191-8. Avventure lungo la rotta commerciale Kira Run
- Greg Farshtey, Louis J. Prosperi, Bill Smith (1993). Wanted by Cracken. ISBN 0-87431-187-X
- Christopher Kubasik (1994). Cracken's Rebel Operatives. ISBN 0-87431-218-3. Descrizioni di personaggi non giocanti: spie, sabotatori, contatti per l'Alleanza
- Phil Brucato, Bill Smith, Rick D. Stuart, Chuck Truett (1994). Creatures of the Galaxy. ISBN 0-87431-221-3. Raccolta di creature
- Bill Smith, Rick D. Stuart (1994). Galaxy Guide 11: Criminal Organizations. ISBN 0-87431-219-1
- Troy Denning, Andria Hayday, Ed Stark, Stephen D. Sullivan, Chuck Truett (1994). Galaxy Guide 4: Alien Races. ISBN 0-87431-208-6. Edizione rivista per la seconda edizione
- Paul Murphy, Mark Rein·Hagen, Peter Schweighofer, Bill Smith, Eric S. Trautmann, Stewart Wieck (1994). Galaxy Guide 6: Tramp Freighters. ISBN 0-87431-212-4. Edizione rivista per la seconda edizione
- Eric S. Trautmann (1994). The Last Command Sourcebook. ISBN 0-87431-197-7. Sourcebook basato su L'ultima missione, il terzo romanzo della Trilogia di Thrawn
- Greg Gorden (1994). Star Wars Imperial Sourcebook(Rate). ISBN 0-87431-210-8. Riedizione per la seconda edizione
- Grant S. Boucher, Julie Boucher, Bill Smith, John Terra (1994). Star Wars Planets Collection. ISBN 0-87431-222-1
- Paul Murphy, Peter Schweighofer (1994). Star Wars Rebel Alliance Sourcebook. ISBN 0-87431-209-4. Riedizione per la seconda edizione
- Bill Slavicsek, Curtis Smith (1994). Star Wars Sourcebook. ISBN 0-87431-211-6. Edizione per la seconda edizione
- Peter Schweighofer, Doug Shuler, Bill Smith, Eric S. Trautmann, Timothy Zahn (1995). The Darkstryder Campaign. ISBN 0-87431-254-X
- Sterling Hershey (1995). Flashpoint! Brak Sector. ISBN 0-87431-253-1
- AA.VV: (1995). Galaxy Guide 12: Aliens - Enemies and Allies. ISBN 0-87431-263-9
- Grant Boucher (1995). Galaxy Guide 1: A New Hope. Riedizione per la seconda edizione
- Jonatha Ariadne Caspian, Christopher Kubasik, Bill Slavicsek, Paul Sudlow, C.J. Tramontana (1995). Galaxy Guide 2: Yavin and Bespin, Revised. ISBN 0-87431-262-0. Riedizione per la seconda edizione
- Michael Stern (1995). Galaxy Guide 5: Return of the Jedi. Riedizione per la seconda edizione
- Rick D. Stuart (1995). Galladinium's Fantastic Technology. ISBN 0-87431-215-9
- John Beyer, Sterling Hershey, Pablo Hidalgo, Wayne Humfleet, Rick Stuart, Paul Sudlow (1995). Heroes & Rogues. ISBN 0-87431-258-2
- Peter Schweighofer (1995). Platt's Starport Guide. ISBN 0-87431-224-8
- Bill Smith, Chuck Truett (1995). Star Wars Classic Adventures. ISBN 0-87431-261-2. Collezione di avventure comprendente The Abduction of Crying Dawn Singer e The Politics of Contraband aggiornate alla seconda edizione
- Timothy O'Brien, George Strayton, Eric S. Trautmann (1996). Endgame. ISBN 0-87431-287-6
- Michael Stern (1996). Galaxy Guide 3: The Empire Strikes Back(Rate)
- Anthony Russo (1996). Gamemaster Toolkit. ISBN 0-87431-286-8
- Chris Doyle, Tony Russo, Lisa Smedlan, George R. Strayton, Paul Sudlow (1996). The Kathol Outback. ISBN 0-87431-270-1
- AA.VV. (1996). The Kathol Rift. ISBN 0-87431-273-6
- John Beyer, Chris Doyle, Anthony Russo (1996). Operation: Elrood. ISBN 0-87431-291-4
- John Beyer, Chris Doyle, Sterling Hershey, Tim O'Brien (1996). Shadows of the Empire Planets Guide. ISBN 8743128416
- Jim Bambra, Bill Slavicsek (1996). Star Wars Classic Adventures Volume Two. ISBN 0-87431-269-8
- Daniel Greenberg, Michael Nystul, Bill Slavicsek, Ray Winninger (1996). Star Wars Classic Adventures Volume Three. ISBN 0-87431-282-5
- John Beyer, Wayne Humfleet, Chuck Truett (1996). Star Wars Classic Adventures Volume Four. ISBN 0-87431-292-2
- Stephen Crane, Pablo Hidalgo, Peter Schweighofer, Bill Smith, George Strayton (1996). Star Wars Gamemaster Screen, Revised. ISBN 0-87431-288-4. Schermo del master con nuovi template per personaggi giocanti, statistiche per personaggi non giocanti tipici, liste di poteri della forza e abilità, cronologia dell'universo di Guerre stellari

### Seconda edizione rivista ed espansa
- Greg Farshtey, Peter Schweighofer, Bill Smith, George R. Strayton, Paul Sudlow, Eric S. Trautmann (1996). Star Wars: The Roleplaying Game. ISBN 0-87431-268-X
- George R. Strayton (1996). Tales of the Jedi Companion. ISBN 0-87431-289-2
- Bill Slavicsek, Eric S. Trautmann (1996). The Thrawn Trilogy Sourcebook. ISBN 0-87431-280-9. Sourcebook sulla Trilogia di Thrawn
- Eric S. Trautmann, Kathy Tyers (1996). The Truce at Bakura Sourcebook. ISBN 0-87431-256-6
- Patricia S. Jackson (1997). The Black Sands of Socorro. ISBN 0-87431-503-4
- Drew Campbell, Matt Hong, Tim O'Brien, Jen Seiden, Eric S. Trautmann (1997). Cracken's Threat Dossier. ISBN 0-87431-504-2
- Drew Campbell, Eric S. Trautmann (1997). Cynabar's Fantastic Technology: Droids. ISBN 0-87431-299-X
- Jen Seiden, Eric S. Trautmann (1997). Gundark's Fantastic Technology: Personal Gear. ISBN 0-87431-505-0
- Peter Schweighofer (1997). Imperial Double-Cross. ISBN 0-87431-298-1. Avventura introduttiva
- Chris Doyle, Paul Sudlow (1997). Lords of the Expanse
- Floyd Wesel, Martin Wixted (1997). Mos Eisley Adventure Set. ISBN 0-87431-295-7. Set in scatola contenente Galaxy Guide 7: Mos Eisley più un libretto con avventure brevi ambientate allo spazioporto, miniature in metallo, una mappa della Mos Eiley Cantina su un lato e della zona dello spazioporto sull'altro, dadi
- Bill Smith (1997). No Disintegrations. ISBN 0-87431-296-5
- (1997). Pirates and Privateers. ISBN 0-87431-294-9
- Peter Schweighofer (1997). Platt's Smugglers Guide. ISBN 0-87431-508-5. Guida per contrabbandieri
- Paul Sudlow, Eric S. Trautmann (1997). Player's Guide to Tapani. ISBN 0-87431-505-0
- Timothy O'Brien (1997). Rules of Engagement: The Rebel Specforce Handbook. ISBN 0-87431-501-8
- Craig Robert Carey, Shane Lacy Hensley, Pablo Hidalgo (1997). Secrets of the Sisar Run. ISBN 0-87431-290-6. Campagna ambientata in L'ombra dell'Impero
- Tim O'Brien, Peter Schweighofer, George Strayton, Paul Sudlow, Eric S. Trautmann, Floyd Wesel (1997). Star Wars Instant Adventures. ISBN 0-87431-293-0. Raccolta di nove avventure
- Hidalgo, Miller, O'Brien, Sudlow, Trautman (1997). Stock Ships. ISBN 0-87431-509-3. Astronavi tipiche di Guerre stellari
- David Ackerman-Gray, James Cambias, Chris Doyle, Anthony P. Russo, Lester Smith (1997). Tapani Sector Instant Adventures. ISBN 0-87431-510-7. Raccolta di cinque avventure
- Paul Danner, Bill Smith (1997). Wretched Hives of Scum & Villainy. ISBN 0-87431-500-X. Profili di delinquenti e dei loro rifugi
- Paul Sudlow (1998). Alien Encounters. ISBN 0-87431-514-X
- Timothy S. O'Brian (1998). The Far Orbit Project. ISBN 0-87431-515-8
- Sterling Hershey (1998). Hideouts & Strongholds. ISBN 0-87431-513-1
- Paul Sudlow (1998). The Jedi Academy Sourcebook. ISBN 0-87431-274-4
- Steve Gilbert, Rob Jenkins, Robert Kern, Ken Rolston, Michael Stern (1998). Star Wars Classic Adventures Volume Five. ISBN 0-87431-511-5

### Gioco di ruolo dal vivo
- Scott Heinig, Anthony Russo (1996). Star Wars Live-Action Adventures. ISBN 0-87431-283-3

## Giochi derivati
In seguito al successo della licenza, la West End Games pubblicò anche diversi altri giochi basati su Guerre stellari.

### Librogame
La West End Games pubblicò due librogame nella collana Star Wars Solitaire Adventures ambientati nell'universo di Guerre stellari, il primo con protagonista Ian Solo e il secondo con protagonista Luke Skywalker.
- Troy Denning (1990). Scoundrel's Luck. ISBN 0-87431-112-8
- Troy Denning (1990). Jedi's Honor. ISBN 0-87431-111-X
- Alfred Leonardi (1989). Star Wars: Starfighter Battle Books. Un librogame che permette di giocare un duello tra un X-wing contro un caccia TIE[14]

### Giochi da tavolo
La West End Games pubblicò i seguenti giochi da tavolo basati su Guerre stellari:
- Peter Corless, Doug Kaufman (1987). Star Wars: Star Warriors. Un wargame su mappa esagonale che permette di giocare un duello tra un A-Wing, B-Wing, X-wing o Y-Wing contro un caccia TIE o un intercettore TIE.[15]
- Paul Murphy (1988). Star Wars: Assault on Hoth.[16]
- Alfred Leonardi (1988). Lightsaber Dueling Pack. ISBN 0-87431-088-1. Una coppia di librogame simili alla serie Lost Worlds, in cui Luke Skywalker e Lord Dart Fener si affrontano con la spada laser
- Peter Corless (1989). Star Wars: Battle for Endor. Gioco in solitario.[17]
- Stephen Hand (1990). Star Wars: Escape from the Death Star. Un gioco cooperativo in cui i giocatori devono fuggire dalla Morte Nera (1990)[18]

Il wargame tridimensionale Star Wars Miniatures Battles:
- Stephen Crane and Paul Murphy (1991). Star Wars Miniatures Battles. ISBN 0-87431-144-6. Wargame tridimensionale, seconda edizione 1993. ISBN 0-87431-206-X
- Stephen Crane (1994). Star Wars Miniatures Battles Companion. ISBN 0-87431-216-7
- Stephen Crane (1996). Star Wars Miniatures Battles Imperial Entanglements. ISBN 0-87431-271-X